# 七釜鍾乳洞
- 七ツ釜鍾乳洞[1]
- 七釜鍾乳洞[2][3]

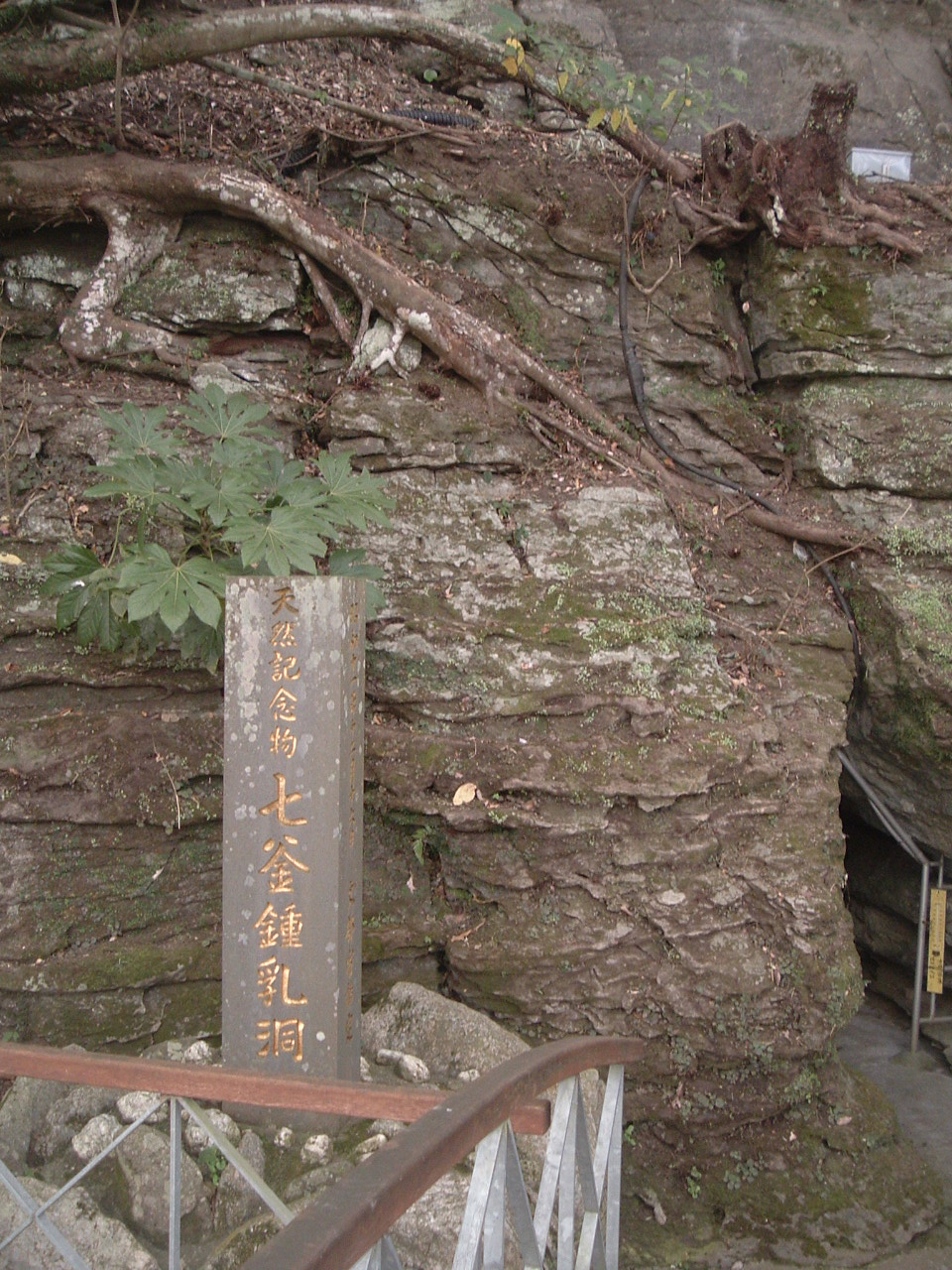
鍾乳洞入口

七釜鍾乳洞（ななつがましょうにゅうどう）は長崎県西海市西海町中浦北郷にある複数の鍾乳洞の総称。1928年に西彼杵郡七釜村（現・西海市西海町）の七釜尋常小学校職員による数回の調査で発見され、1936年に「七釜鍾乳洞」の名称で国の天然記念物に指定された。西彼杵半島県立公園の一部。観光地としては一般公開されている「清水洞」を指す。

## 概要

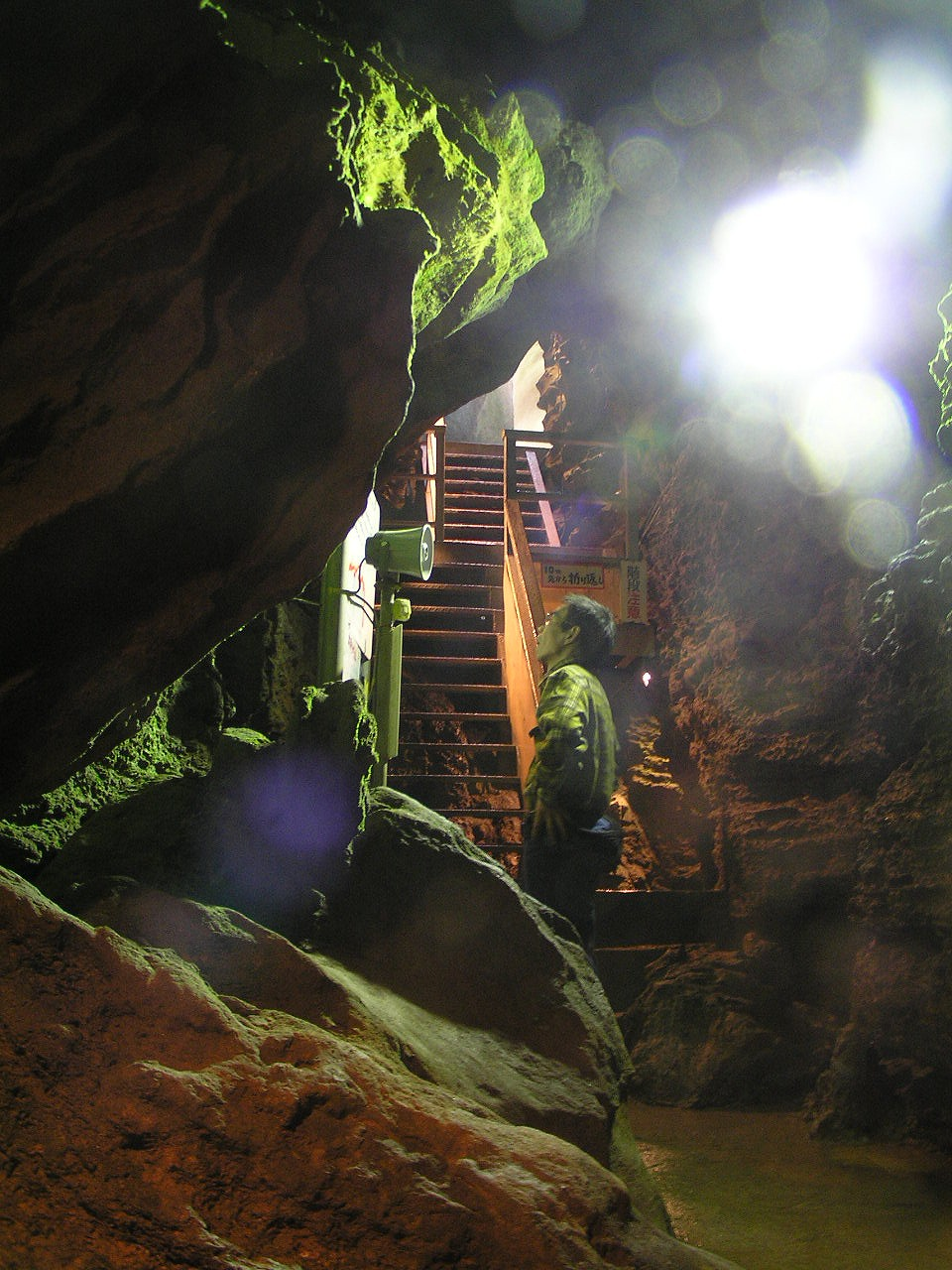
鍾乳洞入口すぐ

最長の清水洞が一般公開されている。複雑に広がった洞内は、全長1500m以上あると推定され、そのうち約250mが観光洞として整備され一般公開されている。地質は古第三紀の西彼杵層群間瀬層中の石灰質砂岩。石灰藻や二枚貝の化石を多く含んでいることから、海底が隆起した後に、地下水の侵食作用で石灰質部が空洞化したとみられる。
日本の鍾乳洞を胚胎する石灰岩層の多くは約2.5億年前の古生代後期に形成されたものが多いが、ここでは約3千万年前の新生代に形成されたとみられることから天然記念物指定された。
地学的観点から見れば新しい鍾乳洞で、鍾乳石や石筍は他の鍾乳洞と比べると発達段階ともいえる小ぶりのものが多い。
洞窟の周辺では固有種のナナツガママンネングサが発見されている。

## 見学

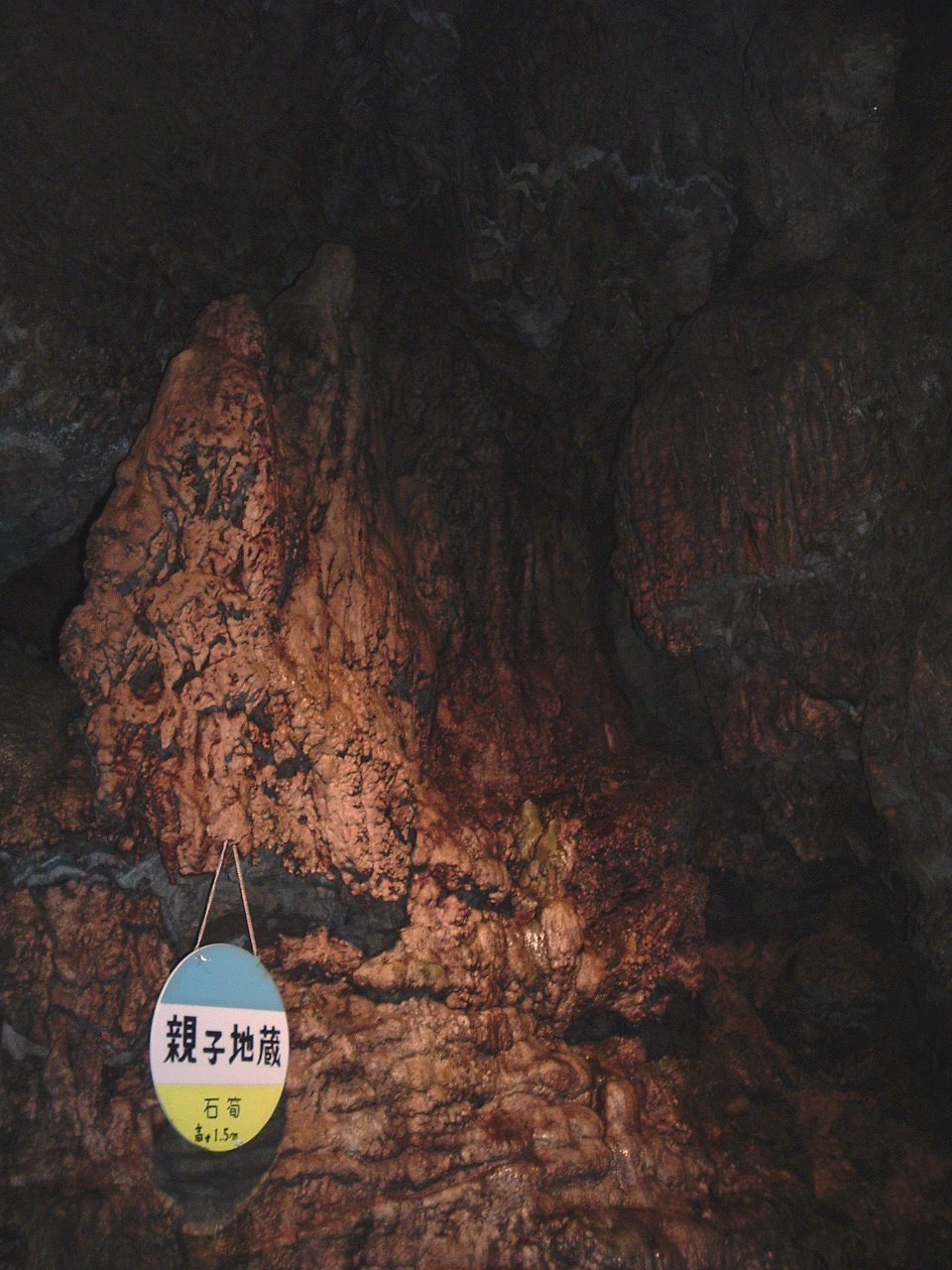
親子地蔵

観光洞内の見どころは新世界をはじめ、金明の滝、親子地蔵など。一方通行であるため、見学者は別に設けられた連絡トンネルで洞外に出る。洞外には化石や鍾乳石などがある展示室もある。
観光洞の最終地点から分岐し、千枚積まで到達する未公開区域(約600メートル、2時間）の公開はイベント時や団体客対象に行われるため、申し込みが必要。

## 現地情報

### 交通
- 西九州道大塔ICから西海パールライン経由で車約25分。
- さいかい交通「七ツ釜鍾乳洞入り口」下車徒歩約10分。

### 時間・料金
- 公開時間は10月から3月の間は9時から17時まで。

4月から9月の間は18時まで延長している。
- 入場料は大人800円、中学生400円、小学生200円、幼児100円[5]。